# 後藤理沙子
後藤 理沙子（ごとう りさこ、1997年〈平成9年〉5月29日 - ）は、日本のタレント、モデルであり、女性アイドルグループ・SKE48の元メンバーである。
愛知県出身。セントラルジャパン所属。椙山女学園大学卒業。

## 略歴
2009年11月1日、SKE48の第3期生オーディションに合格し（応募総数2,396名、合格者13名）、同月14日、東京ビッグサイトで行われた『AKB48「RIVER」劇場盤発売記念大握手会』においてSKE48第3期研究生のうちの一人としてお披露目された。
2010年12月6日、同日付でチームEが発足されたことに伴い、阿比留李帆、矢方美紀、秦佐和子と共に研究生からチームKIIメンバーに昇格。
2013年4月13日、『SKE48 春コン2013「変わらないこと。ずっと仲間なこと」』の名古屋・日本ガイシホール公演で発表された“組閣”により、チームKIIからチームSに異動する。
2015年6月6日に発表された『AKB48 41stシングル 選抜総選挙』では52位にランクインし、フューチャーガールズに選出された。
2017年10月17日、SKE48劇場『チームS 6th Stage「重ねた足跡」』公演内でSKE48からの卒業を発表。同年12月18日に同劇場で卒業公演を行った。在籍8年の間に小学校から中学・高校・大学と進級しており、学業を兼ねながらアイドル活動を続けた初のAKB48グループメンバーとなった。
卒業後の2018年1月1日、自身のオフィシャルブログを開設し、セントラルジャパンへの移籍を発表。以後はタレント・モデル・ラジオパーソナリティとして活動する傍ら、22歳になった2019年5月29日には、住宅関連のマーケティング会社『スターポイントR』を設立。代表取締役CEOとして実業家活動を行っている。

## 人物・逸話
- キャッチフレーズは「強化ガラスのハートの持ち主」[ブログ 3]。
- 愛称は「りさちゃん」[ブログ 4][ブログ 5]ちなみに元SKE48→HKT48の田中菜津美とのコンビは「ごりチル」と呼ばれている[8]。
- 兄が1人いる[ブログ 6]。
- 大学では映像制作を学び[ブログ 7]、卒業研究では大木亜希子（元SDN48）の著書[注 1]を参考文献に使用していた[9]。ちなみに7期研究生だった川崎成美[10]とは大学の同期である。
- チームSの先輩である大矢真那[7]や、2期生の加藤智子[11]、と仲が良い[ブログ 5]

## SKE48在籍時の参加曲

### シングル選抜楽曲
SKE48名義
- 「青空片想い」に収録
  - バンジー宣言 - 「チームB.L.T.」名義
- 「ごめんね、SUMMER」に収録
  - ピノキオ軍 - 「シアターガールズ」名義
- 「1!2!3!4! ヨロシク!」に収録
  - コスモスの記憶 - 「白組」名義
  - そばにいさせて
- 「バンザイVenus」に収録
  - 愛の数 - 「Team KII」名義
  - 卒業式の忘れもの - 「白組」名義
- 「パレオはエメラルド」に収録
  - 積み木の時間
- 「オキドキ」に収録
  - 初恋の踏切
- 「片想いFinally」に収録
  - 今日までのこと、これからのこと
  - はにかみロリーポップ - 「白組」名義
- 「アイシテラブル!」に収録
  - あうんのキス - 「白組」名義
- 「キスだって左利き」に収録
  - 体育館で朝食を - 「白組」名義
- 「チョコの奴隷」に収録
  - 冬のかもめ - 「白組」名義
- 「美しい稲妻」に収録
  - JYURI-JYURI BABY - 「Team S」名義
- 「賛成カワイイ!」に収録
  - カナリアシンドローム - 「白組」名義
- 「未来とは?」に収録
  - 猫の尻尾がピンと立ってるように…feat. Bose（スチャダラパー） - 「Team S」名義
- 「不器用太陽」に収録
  - 放課後レース - 「Team S」名義
- 「12月のカンガルー」に収録
  - 消せない炎 - 「Team S」名義
- 「コケティッシュ渋滞中」に収録
  - DIRTY - 「Team S」名義
  - 僕は知っている - 「DOCUMENTARY of SKE48」名義
- 「前のめり」に収録
  - 素敵な罪悪感 - 「Team S」名義
- 「チキンLINE」に収録
  - 彼女がいる - 「Team S」名義
  - 望遠鏡のない天文台 - 「Passion For You 選抜」名義
- 「金の愛、銀の愛」に収録
  - いい人いい人詐欺 - 「やんちゃな天使とやさしい悪魔」名義
- 「意外にマンゴー」に収録
  - パーティーには行きたくない - 「Team S」名義
  - 奇跡の流星群 - 「Passion For You 選抜」名義

AKB48名義
- 「ギンガムチェック」に収録
  - あの日の風鈴 - 「ウェイティングガールズ」名義
- 「ハロウィン・ナイト」に収録
  - 君にウェディングドレスを… - 「フューチャーガールズ」名義

### アルバム収録楽曲
SKE48名義
- 『この日のチャイムを忘れない』に収録
  - 叱ってよ、ダーリン! - 「Team KII」名義
  - ヘビーローテーション - 「Team KII」名義
- 『革命の丘』に収録
  - ゼロベース

AKB48名義
- 『ここにいたこと』に収録
  - ここにいたこと - 「AKB48+SKE48+SDN48+NMB48」名義
- 『1830m』に収録
  - 青空よ、寂しくないか? - 「AKB48+SKE48+NMB48+HKT48」名義

### 劇場公演ユニット曲
SKE48研究生「PARTYが始まるよ」公演
- スカート、ひらり

チームKII 2nd Stage「手をつなぎながら」公演
- チョコの行方

チームKII 3rd Stage「ラムネの飲み方」
- 嘘つきなダチョウ

チームS 4th Stage「RESET」公演
- 逆転王子様[12]

チームS 5th Stage「制服の芽」公演
- 思い出以上
- 狼とプライド
- 女の子の第六感
- 万華鏡

チームS 6th Stage「重ねた足跡」公演
- 赤いピンヒールとプロフェッサー
- 眼差しサヨナラ
- コップの中の木漏れ日

## 出演

### テレビ番組
- チョイス!（CBCテレビ）- リポーターとして不定期出演
- SKE48のバズらせます!!（2020年2月19日、東海テレビ）-「栄で看板娘を探してバズらせます!」の回で須田亜香里[注 2]と偶然再会。
- ショートドラマ「ラストシーン～Touching Story～」（2020年3月6日 - 27日、CBCテレビ） - 主演[14]

### ラジオ
- MUSIC GARAGE from NTP-ark（2020年1月2日 - 3月26日、Radio NEO） - 木曜日パーソナリティ
- Radio NEO MUSIC SHUFFLE（2020年4月4日 - 6月27日、Radio NEO）[注 3]

### 映画
- 鈍色のキオク（2019年）[15][16]

### CM
- 肉匠坂井（2019年）[17]
- 静岡県労働金庫（2019年）[18]
- 振袖レンタルMai（2020年 - ）[19]
- メニコン・ミル（2020年・東海地方のみ放送）[20]
- アラクス「PITTA MASK×中日ドラゴンズ」（2020年）[21]
- ホンダカーズ長岡[22][23]

### 広告
- Whitening Barイメージモデル（2019年11月 - ）[24]

### イベント
- ASUNAL FASHION PARTY 2018（2018年10月20日、アスナル金山）[ブログ 8]